# Eugen von Scheure
Eugen von Scheure (18. prosince 1859 Temešvár – 29. prosince 1922 Litoměřice) byl rakousko-uherský generál. V c. k. armádě sloužil od roku 1880, působil převážně u ženistů a uplatnil se také jako pedagog. Za první světové války byl velitelem v Záhřebu (1914–1915) a Litoměřicích (1915–1917). V roce 1917 dosáhl hodnosti polního zbrojmistra, po zániku monarchie mu byla přiznána hodnost generála ve výslužbě v československé armádě (1919).

## Životopis
Pocházel z rodiny připomínané od 17. století a v roce 1864 povýšené do šlechtického stavu v Rakousku. Jeho otcem byl státní úředník Franz von Scheure. Základní vzdělání získal v rodném Temešváru a v Praze, v letech 1877–1880 studoval na Technické vojenské akademii ve Vídni. Do armády vstoupil v roce 1880 jako poručík k 1. ženijnímu pluku v Krakově, jako štábní důstojník ženistů poté sloužil v Terezíně, Přemyšlu a Pule, mezitím postupoval v hodnostech (nadporučík 1888, kapitán 1893). V letech 1895–1899 vedl odborný výcvik ženistů ve Vídni a v roce 1898 byl povýšen na majora. V letech 1899–1901 byl velitelem ženistů v Sarajevu a v hodnosti podplukovníka (1901) poté strávil několik let u 20. pěšího pluku v Krakově (1901–1905). V roce 1905 byl povýšen na plukovníka a do roku 1910 velel 29. pěšímu pluku v Temešváru.
V roce 1910 dosáhl hodnosti generálmajora a převzal velení 8. horské brigády ve Foči v Rakousko-uherská okupace Bosny a Hercegoviny. Zde setrval i v letech 1913–1914 jako zástupce velitele 15. armádního sboru v Sarajevu. V dubnu 1914 byl jako zástupce velitele 13. armádního sboru přeložen do Záhřebu a k datu 1. května 1914 povýšen do hodnosti polního podmaršála. Po odchodu většiny jednotek na východní frontu zůstal v Záhřebu jako posádkový velitel (1914–1915). Ve stejné funkci pak v letech 1915–1917 působil v Litoměřicích. K datu 10. srpna 1917 obdržel hodnost titulárního polního zbrojmistra a odešel do zálohy. Penzionován byl k datu 1. ledna 1919 a téhož roku mu byla k datu 1. listopadu v Československu přiznána hodnost generála III. třídy ve výslužbě s nárokem na penzi. Dožil v soukromí v Litoměřicích. 

## Tituly a ocenění
Během vojenské služby obdržel řadu vyznamenání v Rakousku-Uhersku i v zahraničí. V roce 1913 získal čestné občanství ve Foči, kde několik let působil jako brigádní velitel. 
- Jubilejní pamětní medaile (1898)
- Bronzová vojenská záslužná medaile (1899)
- Služební odznak pro důstojníky III. třídy (1905)
- Vojenský záslužný kříž III. třídy (1908)
- Vojenský jubilejní kříž (1908)
- Řád železné koruny III. třídy (1910)
- Vojenský záslužný kříž II. třídy (1913)
- Mobilizační kříž (1913)
- Služební odznak pro důstojníky II. třídy (1915)
- Vyznamenání za zásluhy o Červený kříž s válečnou dekorací (1915)
- rytířský kříž Leopoldova řádu s válečnou dekorací (1915)
- Válečný záslužný kříž (1917, Sasko)